# Super Hybrid
Super Hybrid este un film de groază, SF, thriller, american din 2010 regizat de Eric Valette pe baza unui scenariu scris de Benjamin Carr. În film apar actorii Shannon Beckner, Oded Fehr și Ryan Kennedy.

## Povestea
O mașină merge singură prin Chicago și omoară oameni. După ce este avariată într-un accident, ajunge într-un service auto, unde începe să vâneze angajații.

## Distribuție
- Shannon Beckner ca Tilda
- Oded Fehr ca Ray
- Ryan Kennedy ca Bobby
- Melanie Papalia ca Maria
- John Reardon ca David
- Josh Strait ca Al
- Adrien Dorval ca  Gordy
- Alden Adair ca Hector